# ایواکورا

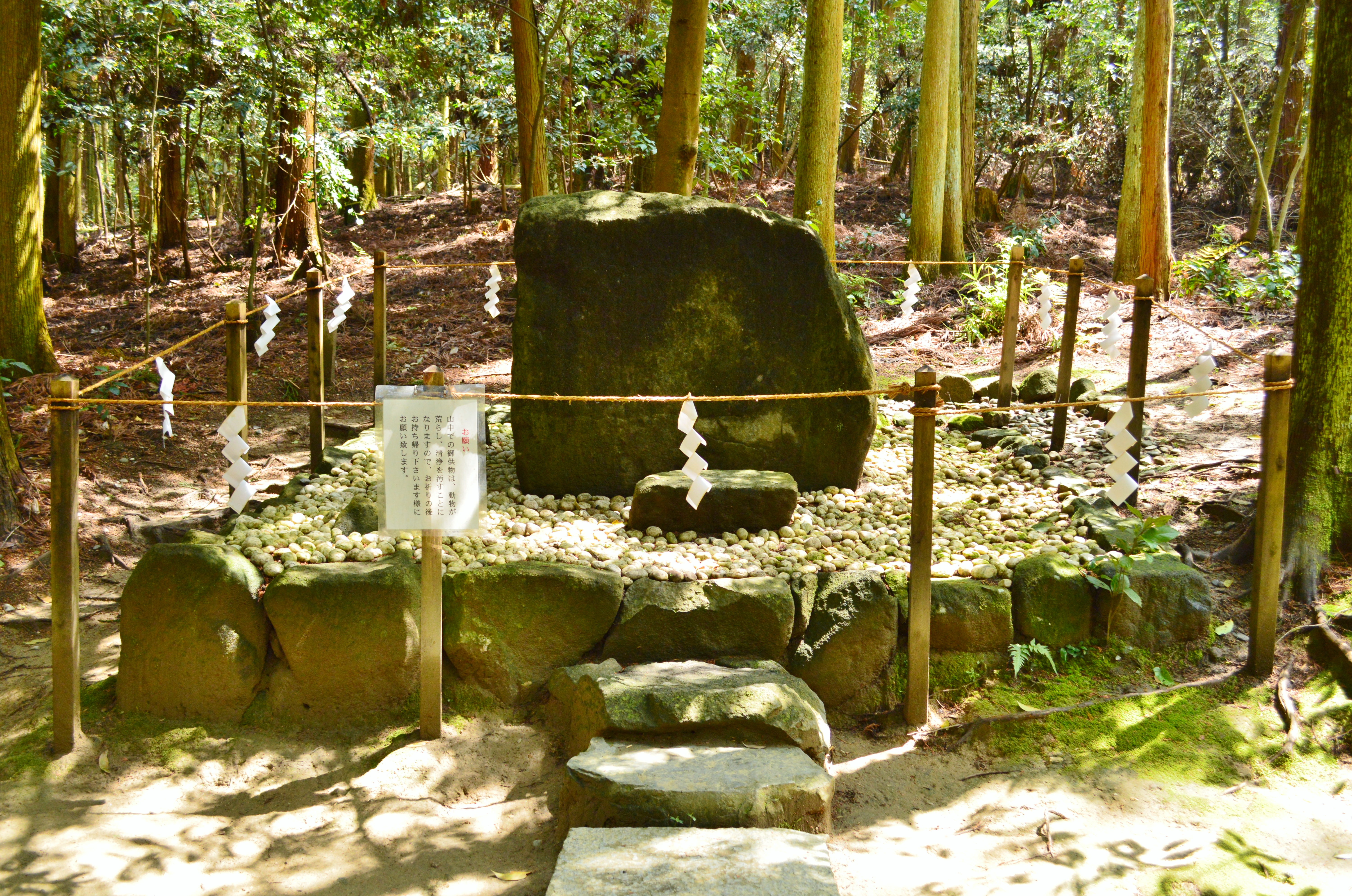

ایواکورا (به ژاپنی: 磐座 いわくら、磐倉/岩倉) یا سنگ یا صخره‌پرستی در شینتوی اولیه (کوشینتو) اشاره به پرستش صخره دارد.

## در ژاپن
دین در ژاپن عهد باستان ترکیبی از آنیمیسم (جان‌پرستی) و طبیعت‌پرستی بود. به شینتوی اولیه کوشینتو گفته می‌شود ماهیت کوشینتو پرستش طبیعت بود. کوشینتو یک دین طبیعت‌پرستی است که هر عنصر از طبیعت را خدایی می‌داند. کوه‌ها، دریاها و رودخانه‌ها همه کامی (ارواح الهی) هستند.
کوشینتو روی چهار مورد پرستش تمرکز کرد: کاننابی (نوعی کوه‌پرستی و شکرگذاری نسبت به طبیعت)، ایواکورا (پرستش صخره)، هیموروگی (مکانی است که کامی در آنها ساکن است یا از آنها بازدید می‌کند) و هی (در دسته‌ای متفاوت از سه عبادت قبلی قرار می‌گیرد؛ که با کانجی روح (霊)، خورشید (日) یا آتش (火) نوشته شده و بعضاً به عنوان "نیروی محرک "یا نیروی زندگی " معنی می‌دهد). اینها تمرکز اصلی و کهن الگوهای اعتقادی و عملی شینتو را تشکیل می‌دهند. کاننابی کوه‌های استثنایی با عظمت یا زیبایی هستند که در نوع خود مقدس تلقی می‌شوند و مانند کامی پرستش می‌شوند.
در شینتوی اولیه اعتقاد بر این بود که همه اشیای جاندار یا بی جان - افراد، اشیاء و پدیده‌های طبیعی - روح و جان دارند و به‌طور آشکار برای آنها قدرت بیان قایل بودند. این روح و روان گوهر (ذات) معنوی تعینات بود، آن چیزی که به ماده- حیت ماده بی جان - قدرت حیات یا سرزندگی و فعالیت می‌بخشید. خدایان با نام کامی خوانده می‌شدند و این واژه دربارهٔ خدایان آسمانی و زمین، به ارواح آنان که در معابد و زیارتگاه‌های شینتویی زندگی می‌کردند، و به جانداران، پرندگان، گیاهان، دریاها، کوه‌ها و نیز پدیده‌های طبیعی چون توفان‌ها و بادها و انعکاسات اصوات به کار می‌رفت. به وضوح دیده می‌شود که ژاپنی‌های اولیه روح الهی را در هر چیزی پرستش می‌کردند، اعم از خیر و شر یا مفید یا مضر آنچه مهم تلقی می‌شد اوصاف یا قدرت‌های مافوق عادی و هیبت آور بودند.

## نگارخانه

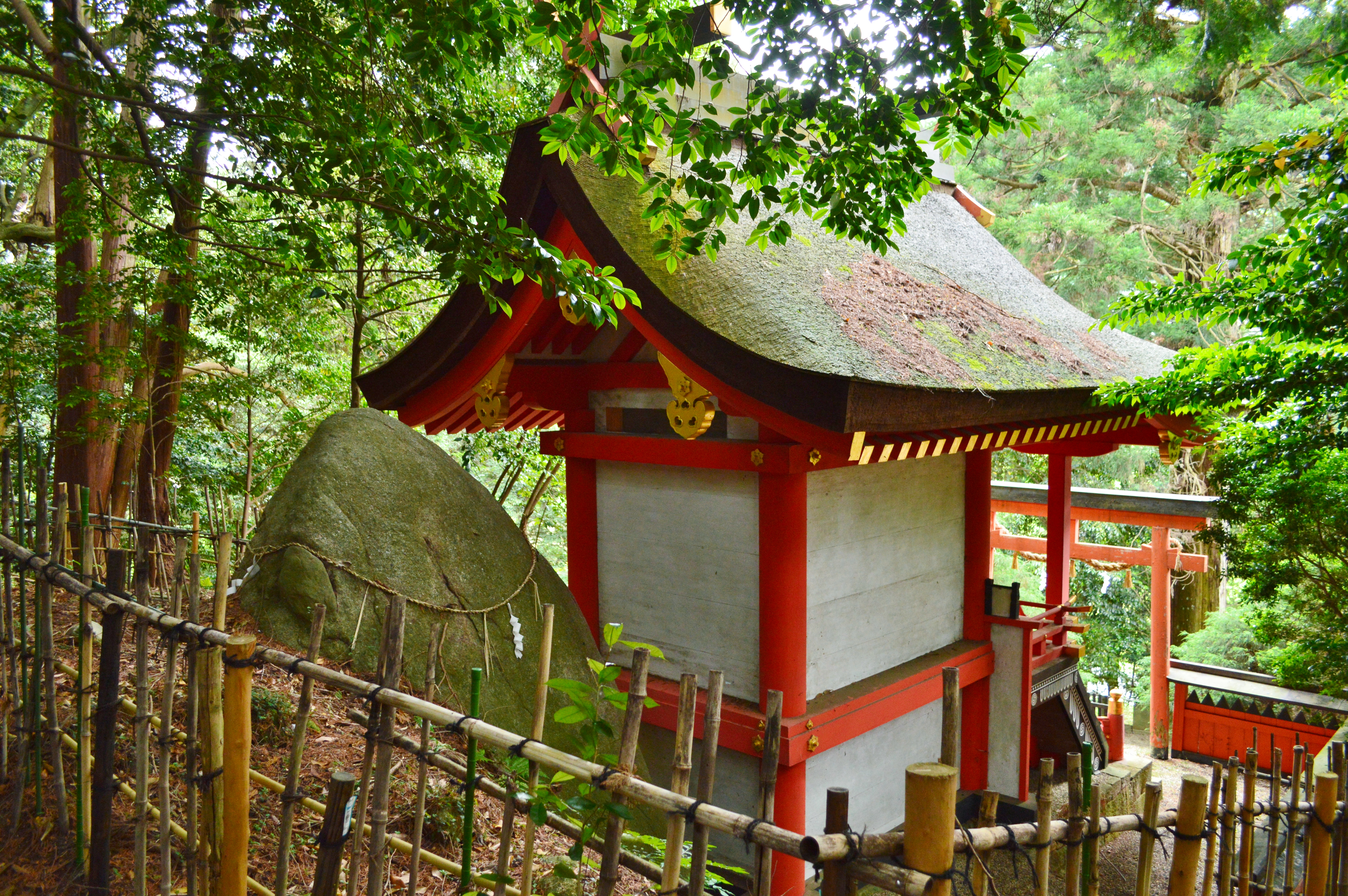
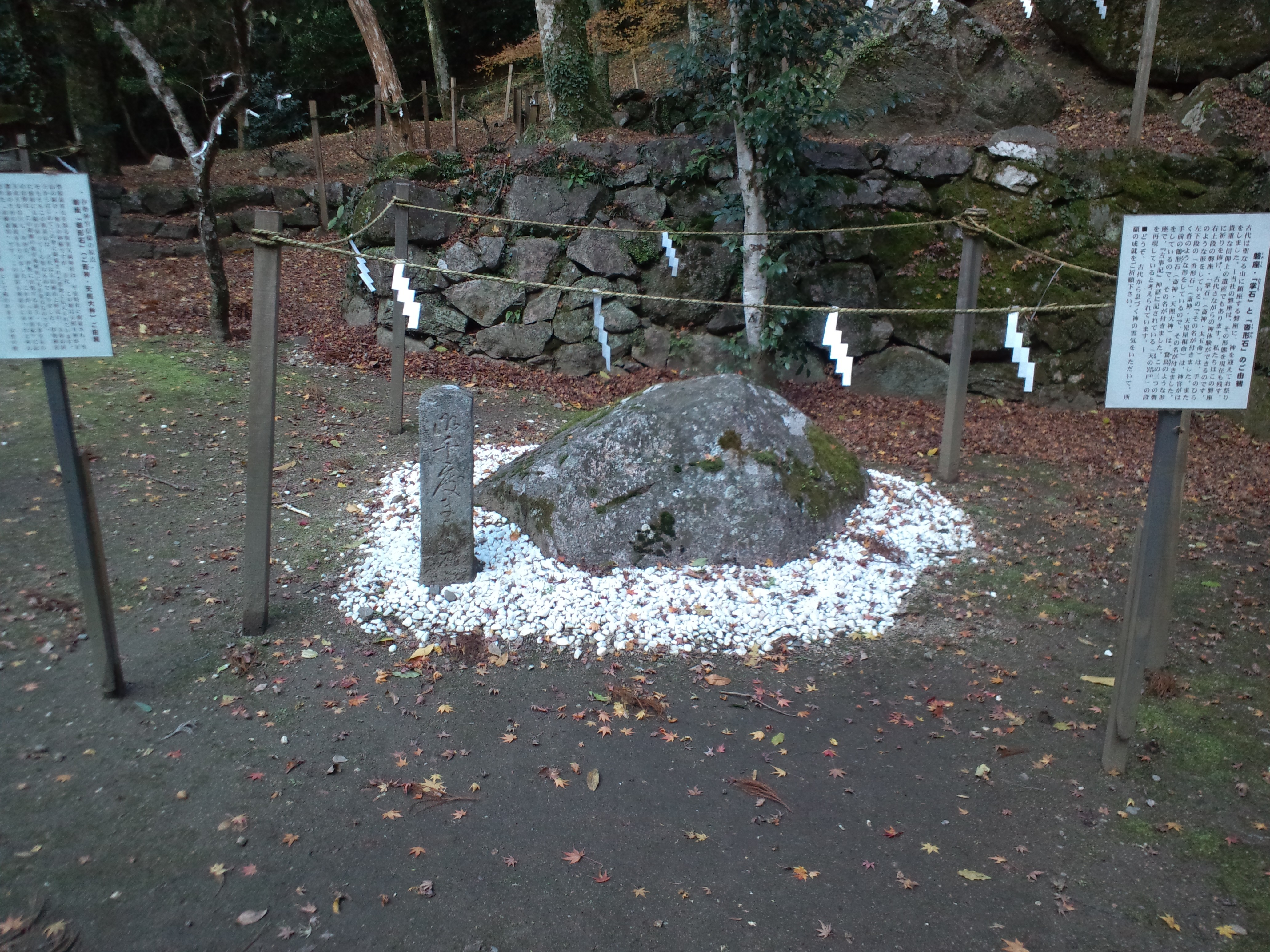
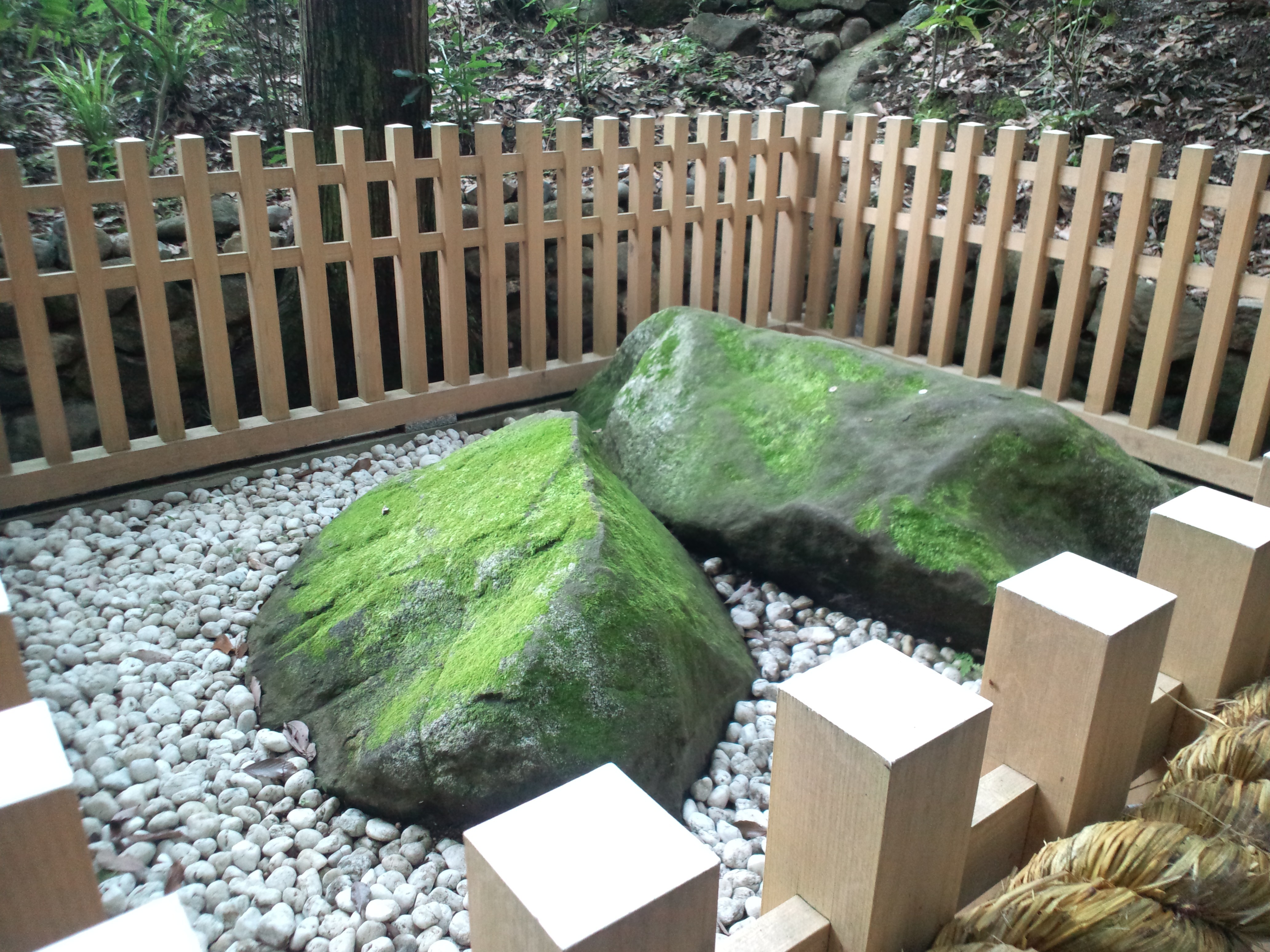